# Euclidiodes
Euclidiodes is een geslacht van vlinders van de familie spanners (Geometridae), uit de onderfamilie Ennominae.

## Soorten
- E. agitata Butler, 1882
- E. ophiusina Butler, 1882
- E. stygiana Butler, 1882